# Progetto di attentati su linee aeree transatlantiche del 2006

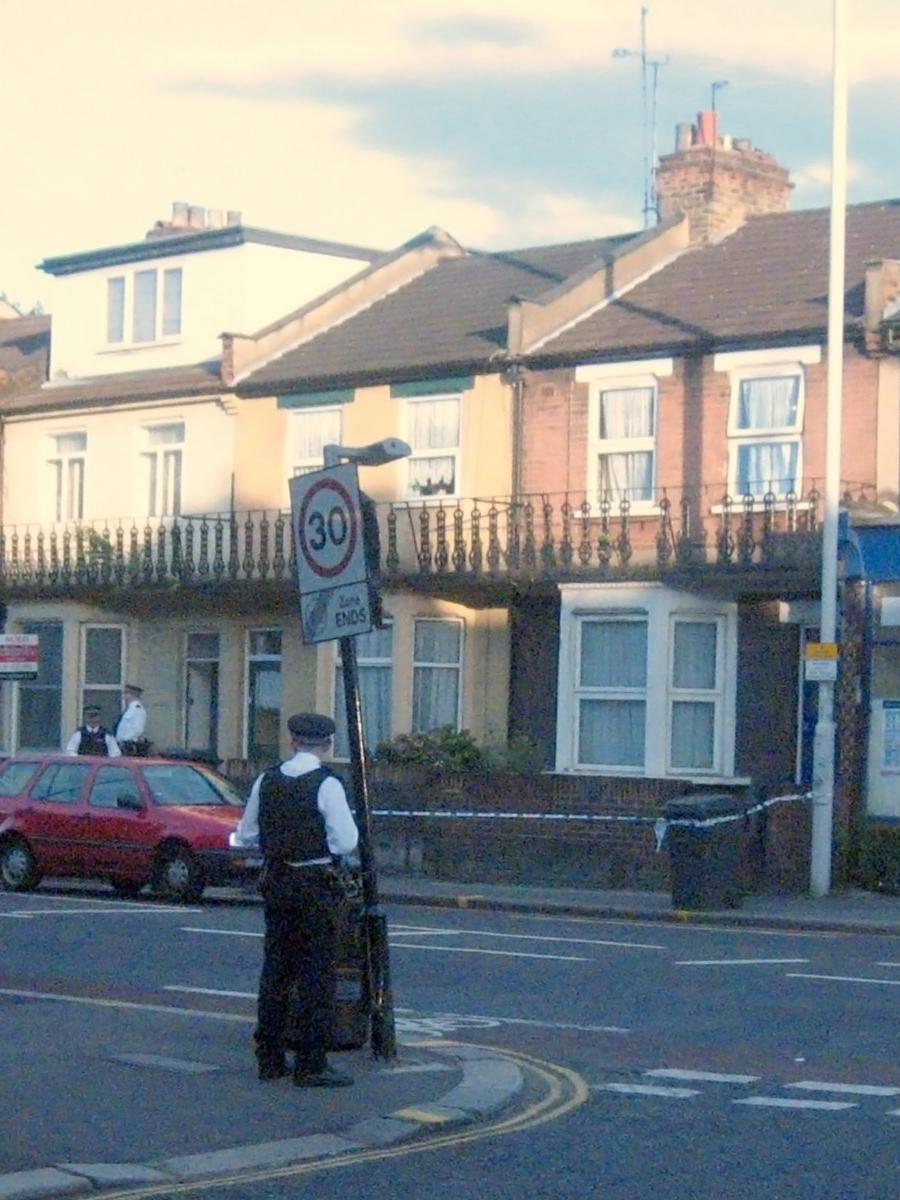
La polizia sulla scena del crimine in uno dei raid compiuti a Forest Road, Walthamstow, Londra.

Il progetto di attentati su linee aeree transatlantiche del 2006 è un presunto piano terroristico finalizzato alla detonazione di esplosivi liquidi collocati su diverse linee aeree le cui rotte collegavano, Regno Unito, Stati Uniti e Canada. Il progetto fu scoperto dalla polizia britannica: subito dopo la fine delle indagini, furono emanate misure di sicurezza più restrittive, che, per le linee aeree, causarono gravi disagi.
Le restrizioni vennero, in seguito, gradualmente ridotte nelle settimane successive, tuttavia le possibilità dei passeggeri di trasportare liquidi sugli aerei di linea rimane tuttora limitata.
Dei circa 24 sospetti arrestati nei dintorni di Londra la notte del 9 agosto 2006, undici, il 21 agosto, sono stati accusati di atti terroristici, due, il 25 agosto, e successivamente scarcerati il 1º novembre, e altri tre, il 30 agosto.
Alla fine, solo 8 uomini furono ritenuti coinvolti nel complotto: Abd Allah Ahmad Ali, Asad Sarwar, Tanvir Husayn, Ibrahim Savant, 27 anni, di Stoke Newington, Arafat Wahid Khan, 27 anni, di Londra, Wahid Zaman, 24 anni, di Walthamstow, Umar Islam, 30 anni, di Plaistow, Mohammed Gulzar, 27 anni, di Barking, East London. Le prove furono rese pubbliche nell'aprile del 2008.
L'8 settembre 2008, la giuria, dopo più di 50 ore di camera di consiglio, non giunse a un accordo sulle accuse di cospirazione, ma fu concorde nel ritenere tre imputati, colpevoli del reato di omicidio volontario. Nel settembre del 2009, un secondo processo condotto contro solo otto imputati giudicà Ali, Sarwar e Hussain, colpevoli di complotto.

## Sorveglianze ed arresti

### Sorveglianza
La polizia sospettava che in Pakistan, un uomo di origine britannica, chiamato Rashid Rauf avesse iniziato a progettare una serie di atti terroristici. Quando Ahmad Ali, in quel momento sotto sorveglianza da parte della polizia, nel giugno 2006 ritornò dal Pakistan, gli investigatori di nascosto aprirono il suo bagaglio, e all'interno trovarono una strana polvere e un gran numero di batterie. Ciò risultò sufficiente a sollevare sospetti, per cui nelle seguenti settimane, la polizia britannica fu impegnata in una delle più importanti operazioni di sorveglianza che richiese l'impiego di 220 funzionari provenienti da altri settori.
Ad High Wycombe, Asad Sarwar fu avvistato mentre acquistava oggetti palesemente incompatibili con le sue necessità quotidiane, ma soprattutto il cui uso avrebbe potuto essere potenzialmente pericoloso, se non addirittura mortale.
In quella stessa occasione, la sorveglianza ufficiale lo vide versare acqua ossigenata in alcune bottiglie vuote presso un centro di riciclaggio. Sarwar e Ahmad Ali insieme, furono osservati in un parco di Londra Est, in un atteggiamento che fece sospettare uno stratagemma atto a vanificare un'eventuale sorveglianza. Quando l'MI5 fece segretamente irruzione in un appartamento utilizzato da Ahmad Ali, il livello di allarme venne elevato, dal momento in cui l'appartamento sembrava essere stato trasformato in una possibile fabbrica di bombe. Lasciarono ben nascosta una microtelecamera e un microfono, e il 3 agosto 2006, Ahmad Ali Husayn e Tanvir furono osservati mentre inserivano materiale esplosivo all'interno di bottiglie. Ufficiali di sorveglianza videro Ahmad Ali trascorrere due ore in un internet cafè alla ricerca di orari di volo.

### Arresti
Il 10 agosto 2006, la polizia britannica arrestò 25 sospetti. A 19 degli indagati furono bloccati i conti correnti, e diciassette furono successivamente accusati di cospirazione per omicidi legati ad atti di terrorismo e divulgazione di materiale per realizzare atti di terrorismo. Otto dei sospettati furono rilasciati senza imputazioni. Un altro indagato venne arrestato in Pakistan con accuse connesse al presunto complotto.
La polizia ha affermato che gli imputati erano stati tenuti sotto osservazione per mesi, affermando che l'indagine aveva raggiunto un punto critico il 9 agosto 2006, nel momento in cui fu presa la decisione di adottare contromisure urgenti in considerazione dell'imminente esecuzione del complotto. Secondo fonti del governo statunitense, un agente britannico si era infiltrato nel gruppo. Secondo Franco Frattini, all'epoca Commissario europeo per la giustizia, la libertà e la sicurezza, il complottatore aveva ricevuto il breve messaggio di "via libera".
Gli arresti sono stati effettuati a Londra a Birmingham e a High Wycombe in un'operazione condotta durante la notte. Due degli arresti sono stati effettuati nella zona di Birmingham e cinque ad High Wycombe. I principali sospetti erano segnalati come musulmani nati in Gran Bretagna, alcuni di origine pakistana. Tre dei sospetti si erano recentemente convertiti all'Islam.
In una conferenza stampa, il Segretario Generale del Regno Unito, John Reid ha dichiarato che a suo avviso i principali indagati nel complotto erano già in carcere, ma non sono da escludere ulteriori arresti. La Polizia britannica ha affermato di essere alla ricerca di altre due persone sospettate e collegate all'inchiesta. Il DHS ritiene che nel complotto potrebbero essere coinvolte fino a 50 persone.
Paul Beaver, un cittadino britannico esperto di terrorismo, ha affermato che probabilmente dietro il complotto vi sia un militante islamico dell'organizzazione 27, di Barking, East London. Il segretario dei DHS, Chertoff ha dichiarato che il complotto era in uno stato di "chiusura della fase di esecuzione", e che esso era "un suggestivo progetto di al-Qaeda". Dai comunicati stampa non era chiaro quando questi attacchi avrebbero avuto inizio, e il New York Times ha riferito che erano in una fase più precoce di quanto inizialmente dichiarato dalle autorità.
Il 28 agosto 2006, il New York Times ha riferito che vennero recuperati sette nastri deliranti incisi da sedicenti "martiri" islamici, recupero che venne confermato nei processi e nel corso dei successivi dibattimenti.
Le autorità britanniche hanno effettuato un totale di 69 perquisizioni in residenze, in imprese, nei veicoli e in spazi aperti, dove presumibilmente si ipotizzava la disponibilità all'acquisto di attrezzature per fabbricare bombe e prodotti chimici, come il perossido di idrogeno, come ha dichiarato il Vice Assistente del Commissario Peter Clarke il 21 agosto 2006: "Oltre alla attrezzature per fabbricare bombe, abbiamo recuperato più di 400 computer, 200 telefoni cellulari e 8000 voci di supporti di memorizzazione rimovibili come memory stick, CD e DVD. Finora, solo dai computer, abbiamo rimosso 6.000 gigabyte di dati. Ci vorranno "diversi mesi" perché gli investigatori gli analizzino tutti." La polizia afferma di aver trovato un elenco dei voli su una memory stick appartenente ad Ali in seguito al suo arresto. Sulla memory stick erano presumibilmente elencati i voli di linea da tre vettori - America Airlines, United Airlines e Air Canada.

### Esplosivi liquidi
Il piano prevedeva di utilizzare esplosivi liquidi, contenuti, secondo il New York Times nelle bottiglie di Lucozade. Il progetto infine prevedeva di lasciare la parte superiore della bottiglia sigillata e riempita con la bevanda originale, ma aggiungere un falso fondo contenente un liquido o gel esplosivo dalla tinta rossa corrispondesse al colore della bevanda sportiva situato sul tappo del contenitore.
Come base per gli esplosivi il complotto prevedeva di utilizzare dei composti perossidi. Le autorità degli Stati Uniti, l'FBI e il Department of Homeland Security, nomina due liquidi esplosivi a base di perossido: perossido di acetone (TATP) e hexamethylene triperoxide diammina (HMTD). Questi esplosivi liquidi "sono sensibili al calore, agli urti, e all'attrito, e possono essere avviati semplicemente con il fuoco o con la carica elettrica, e può anche essere usato per produrre improvvisati detonatori". Secondo il Guardian, fonti di polizia hanno confermato che il progetto avrebbe previsto l'utilizzo di TATP. Mentre secondo il New York Times, il piano prevedeva l'utilizzo di HMTD.
Durante il processo ai cospiratori le carte processuali indicavano che ogni presunto bombardiere avrebbe avuto a disposizione bordo dell'aereo tutti gli "ingredienti necessari e le attrezzature per creare le bombe". Pertanto essi avrebbero dovuto costruire in volo, e nel corso del viaggio i dispositivi e farli detonare. La presunta bomba sarebbe stata contenuta in bottiglie di plastica da 500 ml di bibite analcoliche di marca Oasis e, come prima accennato, di Lucozade. In un altro caso si sarebbe dovuto utilizzare la bottiglia di una bevanda zuccherata in polvere, la Tang, mescolata con perossido di idrogeno, largamente diffuso come schiarente per capelli, e di altri materiali organici. Il perossido di idrogeno e gli altri ingredienti possono diventare esplosivi se mescolati a una specifica sostanza. La miscela potrebbe essere iniettata in una bottiglia tramite una siringa. Il tappo della bottiglia non sarebbe stato rimosso e il buco sarebbe stato richiuso.
Una seconda sostanza ad alta capacità detonante, avrebbe dovuto essere nascosta all'interno di una batteria di tipo stilo AA per attivare una piccola carica richiesta per far detonare le bombe principali. La ricarica sarebbe detonata tramite un collegamento tra la bottiglia di esplosivo a una lampada e una macchina fotografica usa e getta. La ricarica dal flash della fotocamera sarebbe stata sufficiente a innescare l'esplosione.

### I voli sotto il mirino
I pubblici ministeri hanno affermato che gli indagati hanno parlato della presenza di 18 attentatori suicidi i quali avevano preso di mira le seguenti località : Denver, Boston, e Miami.
- United Airlines Volo 931 per San Francisco in partenza alle 14:15
- Air Canada Volo 849 per Toronto/Pearson[28] in partenza alle 15:00[29]
- Air Canada Volo 865 per Montreal/Trudeau[28] in partenza alle 15:15[29]
- United Airlines Volo 959 to Chicago/O'Hare in partenza alle 15:40
- United Airlines Volo 925 to Washington/Dulles in partenza alle 16:20
- American Airlines Volo 131 to New York/JFK in partenza alle 16:35
- American Airlines Volo 91 to Chicago/O'Hare in partenza alle 16:50

Nel corso del dibattimento processuale il magistrato incaricato del processo ha evidenziato che gli indagati avevano preso di mira altri voli, in questo contesto non elencati.

### Disaccordo tra USA e GB su quando effettuare gli arresti
La NBC News ha riferito l'esistenza di un disaccordo tra Stati Uniti e Gran Bretagna, sui tempi per effettuare gli arresti. Secondo la ABC News, un alto funzionario britannico ha sostenuto che un attacco non fosse imminente, rilevando che i gli individui sospettati, non avevano ancora acquistato biglietti aerei, ed alcuni non avevano nemmeno i passaporti. Sempre lo stesso funzionario ha esortato che l'inchiesta potesse continuare a raccogliere ulteriori elementi di prova. La relazione ha rilevato che tale dichiarazione in contraddizione con altre dichiarazioni da parte di altri funzionari britannici, precedentemente riportate alla stampa.
La stessa fonte ha confermato anche alla NBC News che gli Stati Uniti avevano minacciato di utilizzare un'extraordinary rendition sui sospettati, con, primo in lista, Rashid Rauf , in quel periodo in Pakistan, o fare pressione sul governo pakistano per arrestarlo. Secondo la stessa relazione, un ufficiale degli Stati Uniti ha riconosciuto questo disaccordo sui tempi di arresto, secondo il quale un funzionario britannico riteneva che un attacco terroristico non era imminente. Tuttavia, Frances Townsend, Assistente del Presidente della Homeland Security, ha negato la presenza di una relazione sulla controversia: "Non c'è mai stato alcun disaccordo tra funzionari statunitensi e inglesi".

### Il ruolo del Pakistan nel complotto
Il Pakistan ha approvato il tentativo di fermare il piano prima della sua esecuzione. Tuttavia, dopo le notizie si è messo in dubbio l'impegno di questa nazione nella Guerra contro il Terrorismo.
Altre notizie di stampa affermavano che i presunti attentatori sono stati finanziati da organizzazioni di beneficenza destinate ad aiutare le vittime del terremoto nel subcontinente indiano dell'8 ottobre 2005. L'FBI e Scotland Yard stanno indagando su collegamenti con i terroristi del Kashmir. Il Pakistan e la stampa internazionale hanno inoltre riferito che Rashid Rauf, personaggio chiave nel complotto, aveva legami con Jaish-e-Mohammed, un gruppo terroristico del Kashmir. Le relazioni dei media affermano che il gruppo ha stretti legami familiari con Maulana Massud Azhar, uno dei criminali più ricercati in India.
In Pakistan, le autorità hanno continuato a interrogare Rashid Rauf, un britannico di discendenze pakistane, sul suo presunto ruolo fondamentale nel progetto. Il Ministro degli Interni pachistano Aftab Khan Sherpao ha riferito alla polizia britannica che sì, ci sono state svolgimenti di indagini in Pakistan, ma non coinvolgevano negli interrogatori lo stesso Rauf. L'ufficio stranieri del Regno Unito sta cercando di ottenere l'estradizione dal Pakistan per Rashid Rauf, richiesta che è stata accettata dal Pakistan.
A metà dicembre del 2006, un giudice pakistano ritira per mancanza di prove le accuse di terrorismo contro Rauf. Il suo caso venne trasferito da un tribunale specializzato in terrorismo, ad un tribunale regolare.

### La reazione politica
Prima degli arresti, le autorità investigative riferirono sia a membri del governo inglese e che del governo americano, prima al Primo Ministro del Regno Unito Tony Blair, che ne era a conoscenza da mesi, e allertando il Presidente degli Stati Uniti George Bush per l'inchiesta del 6 agosto 2006.
Il 9 agosto 2006, qualche ora prima degli arresti, l'allora Segretario di Stato John Reid tenne un importante discorso al Demos (un think tank britannico) accennando a un nuovo ciclo di leggi antiterrorismo, sostenendo che il paese è stato di fronte a "probabilmente al più grave periodo di insicurezza dalla fine della seconda guerra mondiale". Il giorno seguente lo stesso Reid ha ritrattato le sue dichiarazioni, insieme a Douglas Alexander, il Segretario dei trasporti.

## Annunci pubblici
Il 10 agosto 2006, il Vice Commissario della Metropolitan Police, Paul Stephenson, ha dichiarato che un piano che mirava a distruggere il maggior numero di aerei in volo dal Regno Unito verso gli Stati Uniti, utilizzando esplosivi portati a bordo in bagagli sospetti, è stato stroncato sul nascere. I media hanno riferito che gli obiettivi programmati includevano i voli dell'American Airlines, della British Airways, della Continental Airlines, e della United Airlines, a partire dagli aeroporti di Heathrow e Gatwick, agli aeroporti di Chicago, Los Angeles, Miami, Orlando, Boston, Newark, New York, San Francisco, Cleveland e Washington, ed infine anche i voli della Air Canada con destinazione verso Montréal e Toronto. Il corrispondente della sicurezza della BBC Gordon Corera ha confermato che il complotto consisteva in una serie di attacchi simultanei, tre aerei per volta. I diversi rapporti di intelligence variano per quanto riguarda il numero di aerei coinvolti, che vanno da tre a dodici. In un comunicato stampa, il Segretario Generale della Homeland Security negli Stati Uniti, Michael Chertoff, ha dichiarato: "sono stati maggiormente presi di mira aerei commerciali". Alcune relazioni affermano che gli attentati erano previsti per il 16 agosto 2006, ma non vi sono prove certe al riguardo. Funzionari britannici hanno dichiarato che la stima di dieci aerei potenzialmente coinvolti nell'attentato, era "speculativa ed esagerata".
Negli Stati Uniti, l'annuncio è stato dato nel corso di una conferenza stampa congiunta con il capo della Department of Homeland Security Michael Chertoff, il procuratore generale Alberto Gonzales, e il Direttore dell'FBI Robert Mueller. Chertoff ha rifiutato di essere intervistato su questioni circa la progettazione dei dispositivi e su quante bombe fossero state effettivamente costruite.
Lo stesso giorno, il Presidente George Bush ha commentato all'arrivo nel Wisconsin: "I recenti arresti sono un segnale forte che questa nazione è in guerra contro i fascisti islamici, e userà qualsiasi mezzo per distruggere coloro che non amano la libertà".

## Responsi
- Il 12 agosto 2006, gruppi di musulmani britannici hanno inviato una lettera aperta al Primo Ministro, affermando che "l'attuale politica del governo britannico rischia di esporre i civili ad un maggior rischio, sia nel Regno Unito che all'estero".[47] Sia molti di questi gruppi, che rappresentanti del governo del Regno Unito[48] hanno suggerito che, tra gli altri fattori, la strategia di politica estera del Regno Unito in luoghi come la Palestina, il Libano, l'Afghanistan e l'Iraq, siano in larga misura responsabili dell'aumento e della radicalizzazione dei giovani musulmani, promuovendo così la possibilità di azioni come gli ttentati di Londra del 7 luglio 2005. La lettera afferma anche "attaccare i civili non è mai giustificato", e incoraggia il Regno Unito a riesaminare la sua politica estera, al fine di mantenere la sicurezza delle persone, sia nel Regno Unito e all'estero. Nelle interviste con la BBC, John Reid ha descritto la lettera come "un terribile errore di valutazione", e l'ex Capo dei Conservatori Michael Howard lo ha descritto come "una forma di ricatto".[49]
- Il Primo Ministro britannico Tony Blair, pur essendo in vacanza, nel corso di questi eventi, decise di non rientrare in Gran Bretagna. Blair era al corrente del raid di prima della sua diffusione al pubblico, e si è tenuto in costante contatto con i funzionari. Inoltre ha informato sul complotto e sul raid della notte anche il Presidente George W. Bush.[50]
- Il Vice Primo Ministro inglese, John Prescott, ha elogiato il modo in cui il Regno Unito ha reagito a ciò che ha definito "uno sforzo straordinario durato 36 ore... per proteggere questo paese". Ha inoltre espresso il suo "profondo apprezzamento" per la "reale dedizione" mostrata dai servizi di sicurezza, dalla polizia, dal personale dei trasporti e dal personale delle compagnie aeree, ed ha infine apprezzato il comportamento, sia il Segretario Generale John Reid che il Segretario ai Trasporti, Douglas Alexander. Prescott ha aggiunto che il pubblico britannico aveva agito "con calma, con sensibilità e grande pazienza".[51]

### Responsi scettici verso gli arresti
Diversi commentatori, oltre alle accuse, hanno espresso scetticismo. Come motivazioni ai loro dubbi, molti menzionano il Forest Gate raid del 2 giugno 2006, le riprese di Jean Charles de Menezes e la guerra in Iraq, tutte basate sull'Intelligence che alla fine si è rivelata errata. Diversi gruppi musulmani inglesi erano dubbiosi che il piano fosse stato organizzati da altri musulmani.
L'ex ambasciatore britannico in Uzbekistan, Craig Murray era scettico sull'esistenza del complotto, e ha basato le sue critiche sulle ipotesi che "Nessuno dei presunti terroristi aveva realizzato una bomba. Nessuno aveva acquistato un biglietto aereo. Molti non hanno il passaporto". Inoltre ha suggerito che il presunto leader, Rashid Rauf ha inventato il complotto in quanto sottoposto a tortura.
The Register ha parlato di una storia sugli aspetti pratici della produzione di TATP a bordo di un aereo da costitutivi liquidi e ha concluso che, pur teoricamente possibile, le possibilità di successo sarebbe stata estremamente bassa.
Il 18 settembre, il tenente colonnello Nigel Wylde, un ex alto ufficiale della British Army Intelligence con esperienza decennale di anti-terrorismo ed esplosivi, ha dichiarato che il complotto sia come una 'fiction', dichiarando che gli esplosivi in questione non potevano essere stati prodotti in aereo. "Chi ha avuto l'idea che una bomba potesse essere costruita a bordo? Di sicuro non al-Qāʿida. Non funzionerebbe. Bin Laden è interessato al successo, non alla deterrenza tramite fallimento", ha dichiarato Wylde. Egli ha inoltre suggerito che il complotto è stata un'invenzione dei servizi di sicurezza del Regno Unito al fine di giustificare ampie nuove misure di sicurezza che rischiano di ridurre in modo permanente le libertà civili e di sospendere le sezioni del Regno Unito per i diritti umani del 1998.

## Reazioni sulla sicurezza

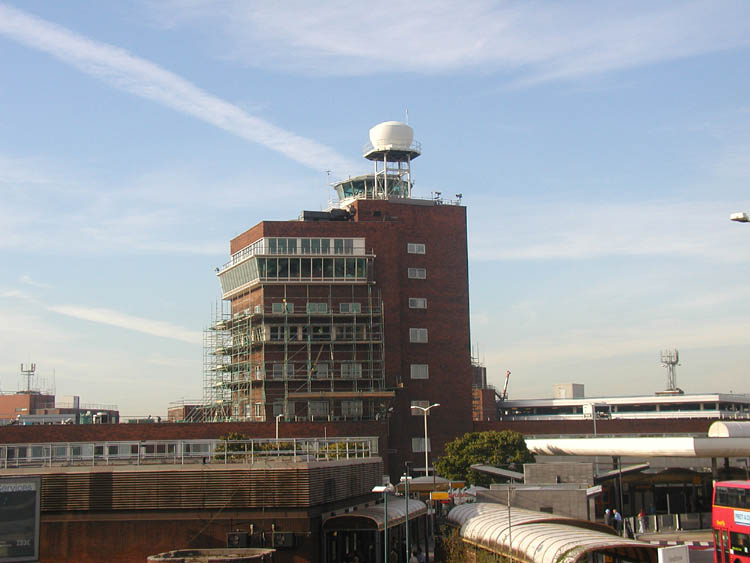
Il London Heathrow Airport

Immediatamente dopo i primi arresti, le regole per i passeggeri sono state modificate per i voli tra gli Stati Uniti e il Regno Unito: Furono vietati tutti i liquidi (a parte il latte per neonati), incluse le bevande, gel per capelli, dentifricio, rossetto, la protezione solare, e lozioni per le mani, a causa del sospetto che i liquidi possano essere utilizzati per gli attentati. Dal momento che i passeggeri possono acquistare bevande dopo aver superato i regolari controlli, sono stati introdotti degli ulteriori controlli in molti aeroporti americani, come il Logan International Airport a Boston. Inoltre, ogni bagaglio a mano non essenziale è stato bandito su tutti i voli in partenza dal Regno Unito.

### Regno Unito
A seguito del raid, il livello di allerta terrorismo è stato alzato da "grave" a "critico" da parte del Centro di analisi Comune del Terrorismo della Gran Bretagna, segnalando un possibile attacco imminente, per essere poi nuovamente portato a "grave" il 14 agosto 2006.
Le autorità hanno deciso di consentire un unico bagaglio a mano con pochi elementi essenziali, quali documenti di viaggio e portafogli. Il bagaglio a mano è stato reintrodotto in alcuni aeroporti più piccoli il 14 agosto, e a Heathrow e Gatwick il giorno successivo, seppur con dimensioni limitate a 45 cm x 35 cm x 16 cm.
Nonostante tali misure di sicurezza siano rimaste valide per il mese di agosto, il 22 settembre 2006, su pressione degli operatori del settore e di musicisti professionisti, il Governo britannico ha ridotto le restrizioni sulle dimensioni del bagaglio a mano a quelle standard, ovvero 56 cm x 45 cm x 25 cm, permettendo anche il trasporto di strumenti musicali.
Il 6 novembre 2006, le restrizioni sono state ulteriormente riviste per consentire una quantità limitata di liquidi in cabina.
Nel novembre 2007 il segretario dei Trasporti Ruth Kelly ha annunciato che a partire dall'8 gennaio 2008 gli aeroporti britannici consentiranno più di un bagaglio a mano a bordo. Molte sono state le critiche attirate da questa vicenda, fra cui nel mese di ottobre quelle del vicesegretario dei Trasporti Theresa Villiers, la quale ha affermato che a causa delle norme restrittive, Heathrow è "rapidamente diventato una vergogna nazionale". Anche l'amministratore delegato della British Airways Willie Walsh ha dichiarato che "il Regno Unito ha danneggiato la sua reputazione in tutto il mondo da una prospettiva di business". Tuttavia, l'attuazione di questa nuova norma è a discrezione dei singoli aeroporti, e in alcuni, differisce a seconda della compagnia aerea con cui si viaggia.

### Stati Uniti
Anche la US Homeland Security ha vietato tutti i liquidi e gel, ad eccezione del latte per i bambini e dei farmaci prescritti al titolare del biglietto nel bagaglio a mano su tutti i voli. Il Sistema di Classificazione della Homeland Security Advisory negli Stati Uniti è stato innalzato a "Grave" (rosso) per tutti i voli dal Regno Unito. Il livello di pericolo per tutti gli altri voli nazionali o internazionali non britannici verso gli Stati Uniti sono stati portati al livello "Alto" (arancione).
Al 13 agosto 2006, negli Stati Uniti i passeggeri possono portare sull'aereo fino a quattro once (circa 113 grammi) di medicine senza ricetta, gel di glucosio per diabetici, rossetto solido, e alimenti per neonati. Tutti gli aerosol vengono vietati e il TSA chiede che i passeggeri si tolgano le scarpe in modo che possano essere esaminate ai raggi X prima di salire a bordo.
Successivamente, i passeggeri sono stati autorizzati a portare nel bagaglio a mano solo una certa quantità di liquidi. Tali restrizioni non si applicano ai bagagli in stiva.

### Altri paesi
Gli accresciuti livelli di sicurezza hanno avuto effetti, più o meno indiretti, in molti altri paesi di tutto il mondo.

## Gli effetti
Nel complesso, si stima che 400.000 persone siano state colpite a causa delle segnalazioni. È stato stimato che il primo giorno di ritardo costò alle compagnie aeree era più di 175 milioni di sterline (al tempo circa 260 milioni di euro).
Inoltre, a Heathrow, circa 20.000 bagagli sono stati inviati nel luogo sbagliato.

### Cancellazioni dei voli del 10 agosto
Alcuni voli in arrivo a London Heathrow sono stati annullati il giorno degli arresti, in particolare i voli del giovedì a breve raggio della British Airways. Sono stati sospesi anche alcuni voli da e verso l'aeroporto di Gatwick, anche se US Airways ha effettuato normalmente i voli in partenza da Gatwick, come specificato dal numero di assistenza della compagnia.

### La ripresa dei servizi

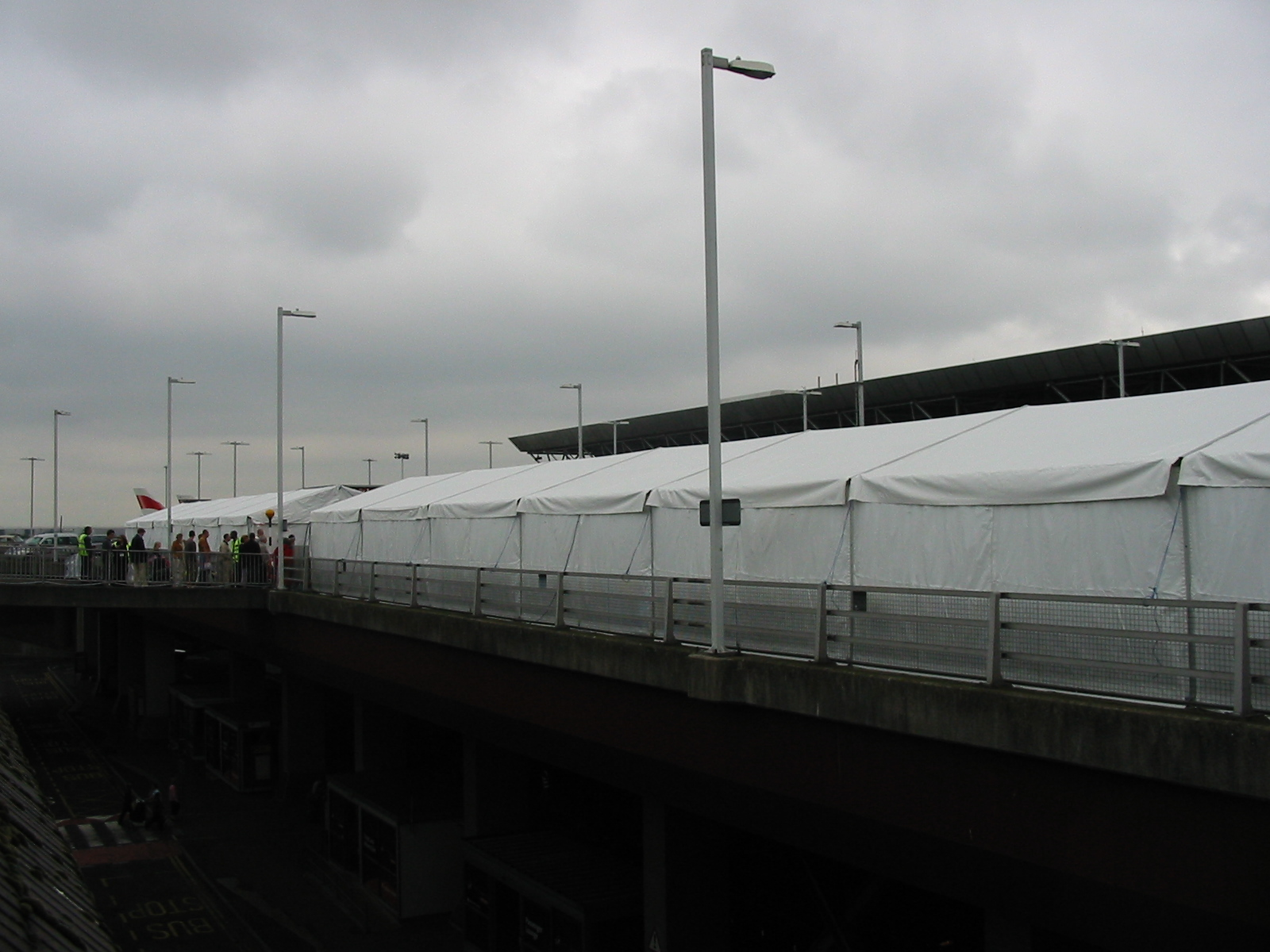
Tende sul parcheggio di fronte al terminal 4. Heathrow, 14 agosto

Poche ore dopo l'inizio della confusione, gli aerei hanno cominciato a volare da London Heathrow, anche se non al solito livello di più di uno al minuto. La situazione è rimasta caotica, con enormi code di passeggeri in attesa di effettuare il check-in e di superare i rafforzati controlli di sicurezza, e si riporta che alcuni aerei lasciarono l'aeroporto di Heathrow con a bordo solo i passeggeri provenienti da un altro volo.
Domenica 13 agosto, il 30% dei voli di Heathrow sono stati cancellati per ridurre la pressione sugli addetti alla sicurezza. Dal 15 agosto le cancellazioni dei voli erano scese a 47 voli a Heathrow, e 8 voli Ryanair dall'aeroporto di Stansted. È stato riferito da BA che 10.000 bagagli appartenenti ai passeggeri erano stati persi. Era già stato anticipato che le cancellazioni si sarebbero ridotte il 16 agosto, con il 90% dei voli avrebbe dovuto partire come previsto.

### Le controversie sull'allerta
Il 12 agosto scoppiò una discussione pubblica fra BAA, l'operatore di Heathrow e altri aeroporti, e la British Airways, con il CEO Willie Walsh, che accusò la BAA di non essere in grado di far fronte al terrorismo con l'aumento della sicurezza e dei controlli del bagaglio. Ryanair inoltre invitò il governo britannico ad impiegare polizia e militari per accelerare il complesso dei controlli.
Tre giorni dopo, la BAA ha ordinato alle compagnie aeree che utilizzano l'aeroporto di ridurre del 30% i passeggeri dei voli in partenza (una cosa che la British Airways stava già facendo, poiché molti passeggeri persero il volo a causa dei controlli eccessivamente lunghi), per contribuire alla riduzione di ritardi e cancellazioni.
Il 18 agosto O'Leary, CEO della Ryanair, ha consegnato un ultimatum al Governo britannico chiedere il ripristino delle normali regole sulle dimensioni del bagaglio a mano e il controllo di un passeggero su quattro invece di ogni uno su due entro una settimana, altrimenti Ryanair avrebbe citato in giudizio il Governo per risarcimento, secondo la sezione 93 della Transport Act 2000. Il governo ha risposto che le azioni sono state intraprese ai sensi dell'Aviation Security Act 1982, e non poteva essere richiesto alcun indennizzo.
Diversi piloti si sono lamentati per le "ridicole" restrizioni dei bagagli che sono state pensate da "ritardati mentali". Carolyn Evans, capo della sicurezza dei voli presso la British Airline Pilots Association, ha affermato che "le procedure messe in atto non sono sostenibili a lungo termine, e se i passeggeri non saranno trattati in maniera più ragionevole non ci rimarrà nemmeno un'industria".
Il governo britannico è stato accusato di allarmismo in risposta al pericolo e di averlo utilizzarlo per approvare riforme impopolari.

### Gli effetti economici
Il giorno successivo agli arresti, il quotidiano inglese The Times notò come gli effetti sul mercato borsistico fossero abbondantemente trascurabili, e come il principale indice azionario inglese, il FTSE 100, mostrasse solo "lievi segnali di debolezza", cosa che suggeriva che il timore di nuovi possibili attentati fosse stato largamente previsto dai broker. Inoltre, il quotidiano fece notare che il vero rischio economico fosse il fatto che "il comportamento della gente è alterato... Un qualche cambiamento potrebbe avvenire così inconsciamente che sarebbe difficile da vedere... Per esempio il traffico aereo cesserebbe, non certo per la paura di esplodere in volo, bensì perché la gente è stanca di avere a che fare con invadenti e minuziose misure di sicurezza."
Sono state anche calcolate le cifre dei danni economici causati da questi avvenimenti. British Airways dovette cancellare 1280 voli, con un danno economico di circa 40 milioni di sterline. Ryanair annullò 500 voli, il che è risultato in una multa di circa 3,3 milioni di sterline da pagare al governo inglese. Easyjet rinviò 469 voli, ad un costo di circa 4 milioni di sterline. BAA ha dichiarato che i vari allarmi procurati le hanno provocato danni per 13 milioni di sterline.

## Aeroporti colpiti

### Regno Unito
- Ogni aeroporto importante nel Regno Unito (compresa l'Irlanda del Nord), tra cui anche gli aeroporti che non avevano voli in partenza

### Stati Uniti
- O'Hare International Airport
- John F. Kennedy International Airport
- Dulles International Airport
- San Francisco International Airport

### Canada
- Montreal Pierre Elliott Trudeau International Airport.[28]
- Toronto Pearson International Airport[29]

## Linee aeree colpite
Air Canada
London/Heathrow-Montreal/Trudeau e Toronto/Pearson
American Airlines
London/Heathrow-Chicago/O'Hare e New York/JFK.
United Airlines
London/Heathrow-Chicago/O'Hare, Washington/Dulles e San Francisco.